# Château d'Isle-sur-Marne
Le château d'Isle-sur-Marne est un château, protégé des monuments historiques, situé à l'Isle-sur-Marne, dans le département français de la Marne.

## Histoire
Le château date du XVIIIe siècle.
Les façades et les toitures du château; le pigeonnier, la grille d'entrée et les statues du parc sont inscrits au titre des monuments historiques en 1984.